# Unterseeboot 136 (1941)
Pour les autres navires du même nom, voir Unterseeboot 136.
L' Unterseeboot 136 (ou U-136) est un U-Boot type VII C utilisé par la Kriegsmarine pendant la Seconde Guerre mondiale.

## Historique
Mis en service le 30 août 1941, l'U-136 reçoit sa formation à Kiel en Allemagne au sein de la 6. Unterseebootsflottille jusqu'au 31 décembre 1941, il est affecté dans une formation de combat à Saint-Nazaire en France toujours dans la 6. Unterseebootsflottille.
Il quitte Kiel en Allemagne pour sa première patrouille sous les ordres du Kapitänleutnant Heinrich Zimmermann le 22 janvier 1942. Il atteint Kristiansand le 22 janvier 1942 après trois jours en mer.
L'Unterseeboot 136 a effectué trois patrouilles au cours desquelles il a coulé cinq navires marchands pour un total de 23 649 tonneaux, deux navires de guerre pour un total de 1 850 tonnes et a endommagé un navire marchand de 8 955 tonneaux sur un total de 108 jours en mer.
L'U-136 quitte Kiel pour sa troisième patrouille le 29 juin 1942 toujours sous les ordres du Kapitänleutnant Heinrich Zimmermann. Après 13 jours en mer, il est coulé le 11 juillet 1942 dans l'Atlantique Nord à l'ouest de Madère au Portugal par des charges de profondeur lancées depuis le contre-torpilleur de la France libre Léopard, la frégate britannique HMS Spey et le sloop britannique HMS Pelican à la position géographique de 33° 30′ N, 22° 52′ O. Les 45 membres d'équipage meurent dans cette attaque.

## Affectations successives
- 6. Unterseebootsflottille du 30 août au 31 décembre 1941 (entrainement)
- 6. Unterseebootsflottille du 1er janvier au 11 juillet 1942 (service actif)

## Commandants successifs
- Kapitänleutnant Heinrich Zimmermann du 30 août 1941 au 11 juillet 1942

## Patrouilles
|       | Commandant                 | Départ          | Départ        | Arrivée         | Arrivée       | Jours     | Succès   |
| ----- | -------------------------- | --------------- | ------------- | --------------- | ------------- | --------- | -------- |
| 1     | Kptlt. Heinrich Zimmermann | 22 janvier 1942 | Kiel          | 24 janvier 1942 | Kristiansand  | 3 jours   |          |
|       | Kptlt. Heinrich Zimmermann | 26 janvier 1942 | Kristiansand  | 28 janvier 1942 | Bergen        | 3 jours   |          |
|       | Kptlt. Heinrich Zimmermann | 30 janvier 1942 | Bergen        | 1er mars 1942   | Saint-Nazaire | 31 jours  | 12 792   |
| 2     | Kptlt. Heinrich Zimmermann | 24 mars 1942    | Saint-Nazaire | 20 mai 1942     | Saint-Nazaire | 58 jours  | 21 662   |
| 3     | Kptlt. Heinrich Zimmermann | 29 juin 1942    | Saint-Nazaire | 11 juillet 1942 | Coulé         | 13 jours  |          |
| Total | Total                      | Total           | Total         | Total           | Total         | 108 jours | 34 454 t |

Note : Kptlt. = Kapitänleutnant

### Opérations Wolfpack
L'U-136 a opéré avec les Wolfpacks (meute de loups) durant sa carrière opérationnelle:
1. Schlei ( 1er février 1942 - 12 février 1942)
2. Hai (3 juillet 1942 - 11 juillet 1942)

## Navires coulés
L'Unterseeboot 136 a coulé cinq navires marchands pour un total de 23 649 tonneaux, deux navires de guerre pour un total de 1 850 tonnes et a endommagé un navire marchand de 8 955 tonneaux au cours des trois patrouilles (108 jours en mer) qu'il effectua.
| Date            | Nom du navire     | Nationalité | Tonnage | Convoi    | Fait |
| --------------- | ----------------- | ----------- | ------- | --------- | ---- |
| 5 février 1942  | HMS Arbutus (K86) | Royaume-Uni | 925     | Coulé     |      |
| 11 février 1942 | Heina             | Norvège     | 4 028   | Coulé     |      |
| 11 février 1942 | HMCS Spikenard    | Canada      | 925     | Coulé     |      |
| 17 février 1942 | Empire Comet      | Royaume-Uni | 6 914   | Coulé     |      |
| 19 avril 1942   | Axtell J. Byles   | USA         | 8 955   | Endommagé |      |
| 24 avril 1942   | Empire Drum       | Royaume-Uni | 7 244   | Coulé     |      |
| 28 avril 1942   | Arundo            | Pays-Bas    | 5 163   | Coulé     |      |
| 8 mai 1942      | Mildred Pauline   | Canada      | 300     | Coulé     |      |